# Gauliga Schlesien
De Gauliga Schlesien was een van de zestien Gauliga's die in 1933 werd opgericht na de machtsgreep van de NSDAP in 1933. De overkoepelende voetbalbonden van de regionale kampioenschappen werden afgeschaft en zestien Gauliga's namen de plaats in van de voorheen ontelbare hoogste klassen. In de Gauliga Schlesien speelden teams uit de provincie Silezië (Duits: Schlesien).
In 1941 werd de Gauliga om oorlogsredenen niet voltooid. Germania Königshütte stond aan de leiding, met twee punten voorsprong op Vorwärts RaSpo Gleiwitz, dat twee wedstrijden minder gespeeld had. Gleiwitz werd tot kampioen uitgeroepen en mocht naar de Duitse eindronde. Na dit seizoen werd de Gauliga opgeheven en verder onderverdeeld in Neder- en Opper-Silezië.

## Erelijst
| Seizoen | Kampioen                       | Vicekampioen                 |
| 1933-34 | Beuthener SuSV 09              | SpVgg 02 Breslau             |
| 1934-35 | Vorwärts-Rasensport Gleiwitz   | SC Vorwärts Breslau          |
| 1935-36 | Vorwärts-Rasensport Gleiwitz   | SC Preußen Hindenburg        |
| 1936-37 | Beuthener SuSV 09              | Vorwärts-Rasensport Gleiwitz |
| 1937-38 | Vorwärts-Rasensport Gleiwitz   | SpVgg 02 Breslau             |
| 1938-39 | Vorwärts-Rasensport Gleiwitz   | SC Preußen Hindenburg        |
| 1939-40 | Vorwärts-Rasensport Gleiwitz   | FV 06 Breslau                |
| 1940-41 | Vorwärts-Rasensport Gleiwitz * | Germania Königshütte *       |

## Eeuwige ranglijst
| Club                           | /8 | Seizoenen (1933-1941) |
| ------------------------------ | -- | --------------------- |
| Vorwärts-Rasensport Gleiwitz   | 8  | 1933-1941             |
| Breslauer SpVgg 02             | 8  | 1933-1941             |
| Breslauer FV 06                | 8  | 1933-1941             |
| SC Preußen Hindenburg          | 8  | 1933-1941             |
| Beuthen SuSV 09                | 7  | 1933-1938, 1939-1941  |
| SC Hertha Breslau              | 7  | 1933-1935, 1936-1941  |
| SC Vorwärts Breslau            | 6  | 1933-1938, 1940-1941  |
| SpVgg Ratibor 03               | 5  | 1933-1937, 1938-1939  |
| Reichsbahn-SV Gleiwitz         | 4  | 1936-1940             |
| SV Klettendorf                 | 3  | 1937-1940             |
| Sportfreunde Klausberg         | 3  | 1937-1940             |
| SpVgg Deichsel 1919 Hindenburg | 2  | 1934-1936             |
| VfB Breslau                    | 2  | 1935-1936, 1939-1940  |
| VfB 1910 Gleiwitz              | 2  | 1935-1937             |
| 1. FC Breslau                  | 2  | 1938-1940             |
| STC Görlitz                    | 1  | 1933-1934             |
| SV Hoyerswerda 1919            | 1  | 1933-1934             |
| SC Schlesien Haynau            | 1  | 1934-1935             |
| TuSpo Liegnitz                 | 1  | 1939-1940             |
| Germania Königshütte           | 1  | 1940-1941             |
| TuS Schwientochlowitz          | 1  | 1940-1941             |
| 1. FC Kattowitz                | 1  | 1940-1941             |
| VfB Liegnitz                   | 1  | 1940-1941             |

Originele Gauliga's: Baden · Bayern · Berlin-Brandenburg · Hessen · Mitte · Mittelrhein · Niederrhein · Niedersachsen · Nordmark · Ostpreußen · Pommern · Sachsen · Schlesien · Südwest-Mainhessen · Westfalen · Württemberg

Gauliga's na 1939: Hamburg · Hessen-Nassau · Köln-Aachen · Kurhessen · Mecklenburg · Moselland · Niederschlesien · Oberschlesien · Osthannover · Schleswig-Holstein · Südhannover-Braunschweig · Weser-Ems · Westmark

Gauliga's in bezette gebieden: Böhmen und Mähren · Danzig-Westpreußen · Elsaß · Generalgouvernement · Sudetenland · Ostmark · Wartheland